# Atractaspis boulengeri
Espèce
Synonymes
- Atractaspis matschiensis Werner, 1897
- Atractaspis schultzei Sternfeld, 1917

Atractaspis boulengeri est une espèce de serpents de la famille des Lamprophiidae. 

## Répartition
Cette espèce se rencontre :
- au Gabon ;
- au Cameroun ;
- en République démocratique du Congo ;
- en République du Congo ;
- en République centrafricaine.

## Description
C'est un serpent venimeux.

## Liste des sous-espèces
Selon The Reptile Database (12 février 2014) :
- Atractaspis boulengeri boulengeri Mocquard, 1897
- Atractaspis boulengeri mixta Laurent, 1945
- Atractaspis boulengeri schmidti Laurent, 1945
- Atractaspis boulengeri schultzei Sternfeld, 1917
- Atractaspis boulengeri vanderborghti Laurent, 1956
- Atractaspis boulengeri matschiensis Werner, 1897

## Étymologie
Cette espèce est nommée en l'honneur de George Albert Boulenger.

## Publications originales
- Laurent, 1945 : Contribution a la connaissance du Genre Atractaspis A. Smith. Revue de zoologie et de botanique africaines, vol. 38, p. 312-343.
- Laurent, 1956 : Contribution à l'herpetologie de la région des Grandes Lacs de l'Afrique centrale. Annales du Musée Royal du Congo Belge, vol. 48, p. 1-390.
- Mocquard, 1897 : Sur une collection de Reptiles recueillis par M. Haug, à Lambaréné, Bulletin de la Société philomathique de Paris, sér. 8, vol. 9, p. 5-20 (texte intégral).
- Sternfeld, 1917 : Reptilia und Amphibia in Schubotz, 1917 : Wissenschaftliche Ergebnisse der Zweiten Deutschen Zentral-Afrika-Expedition, 1910-1911 unter Führung Adolph Friedrichs, Herzog zu Mecklenburg. Leipzig: Klinkhardt & Biermann, vol. 1, Zoologie, p. 407-510 (texte intégral).
- Werner, 1897 : Über Reptilien und Batrachier aus Togoland, Kamerun und Tunis aus dem kgl. Museum für Naturkunde in Berlin. Verhandlungen der Kaiserlich-Königlichen Zoologisch-Botanischen Gesellschaft in Wien, vol. 47, p. 395-407 (texte intégral).